# Palazzina della Viola
La Palazzina della Viola è un edificio storico situato in via Filippo Re a Bologna, in Emilia-Romagna.

## Storia e descrizione

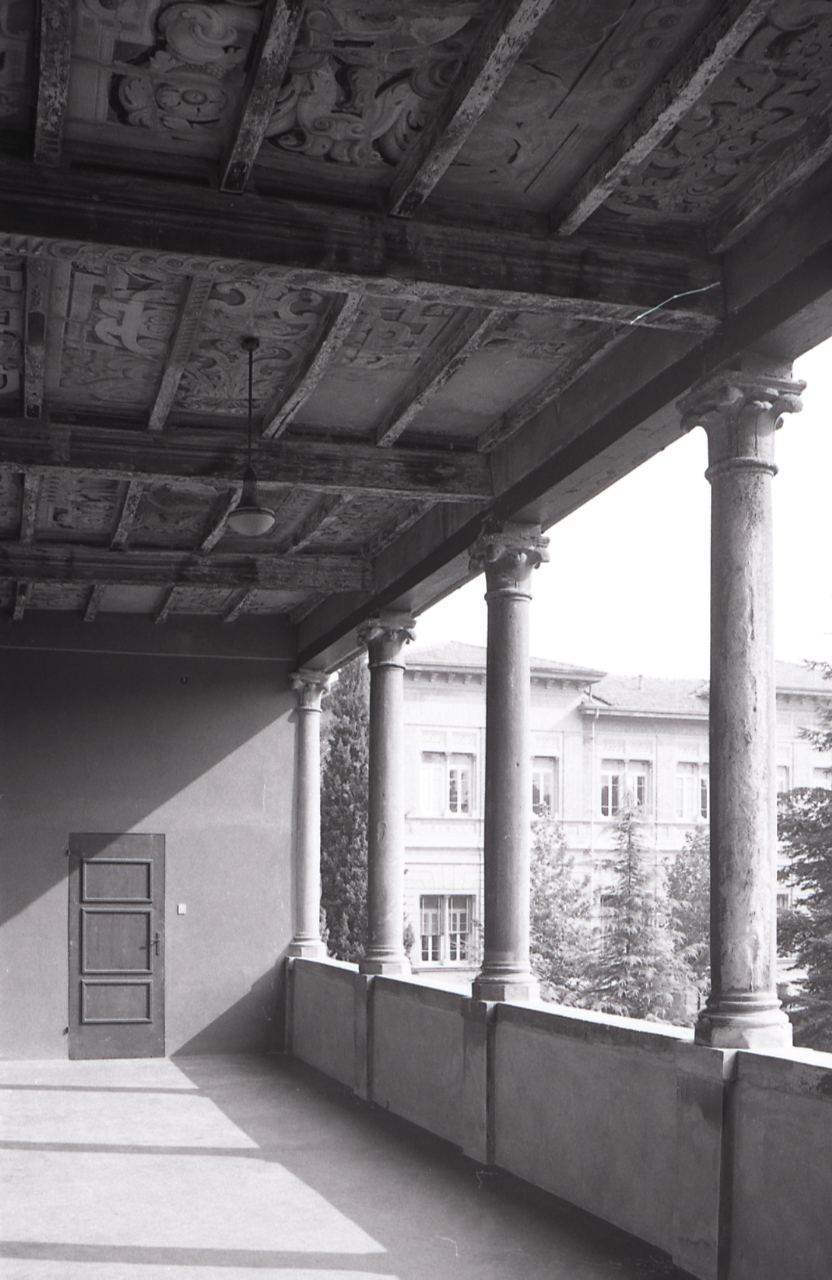
Foto di Paolo Monti.

La Palazzina della Viola fu probabilmente fatta costruire da Giovanni II Bentivoglio negli anni 90 del XV secolo. Nel 1540 accoglie il Collegio teologico fondato dal Cardinal legato Bonifacio Ferreri (o Ferrerio) e nel 1561 diventa sede dei Cavalieri della Viola.
Nella loggia l'edificio presenta affreschi di Innocenzo da Imola del 1545 circa. Al primo piano, nel salone centrale, si conserva la Leggenda di Silvestro papa e Costantino imperatore affrescate da Prospero Fontana (1550-55); il fregio è attribuito a Nicolò dell'Abate. Al pian terreno restano frammenti di pitture di Amico Aspertini.